# Jaworowo (gmina)
Jaworowo – dawna gmina wiejska istniejąca na przełomie XIX i XX wieku w guberni suwalskiej. Siedzibą władz gminy było Jaworowo, a następnie Igliszkany (lub Igliszki).
Za Królestwa Polskiego gmina Jaworowo należała do powiatu mariampolskiego w guberni suwalskiej (od 1867).
Po odzyskaniu niepodległości przez Polskę i Litwę powiat mariampolski na podstawie umowy suwalskiej wszedł 10 października 1920 w skład Litwy.